# Tom Huddlestone
Thomas Andrew »Tom« Huddlestone, angleški nogometaš, * 28. december 1986, Nottingham, Anglija, Združeno kraljestvo.
Trenutno igra za Manchester United, bil je član angleške reprezentance.